# Генріх VIII (телесеріал)
«Генріх VIII» (англ. Henry VIII) — двосерійний британський фільм про життя й правління англійського короля Генріха VIII.

## Сюжет
Король Англії Генріх VII при смерті. Він прохає свого сина одружитись із вдовою його брата Катериною й народити спадкоємця, після чого помирає. Вісімнадцятирічний Генріх — новий правитель країни. Він додержується обіцянки, даної батькові. Минають роки, але бажаний спадкоємець так і не з'являється: немовлята помирають одне за одним. Тільки одна дочка, Марія, міцна і здорова. Проте королю потрібен спадкоємець чоловічої статі. У цей самий час він помічає п'ятнадцятирічну Анну Болейн. Дівчина швидко розуміє свою удачу та застосовує до короля метод «батога і пряника». Генріх мріє здобути Анну, на що та прохає про затвердження в ролі королеви. Державні уми не знаходять за чинною королевою Катериною гріхів, що унеможливлює розлучення. Генріх розриває всі відносини з римо-католицькою церквою, розлучається з дружиною та проголошує себе главою англіканської церкви, нарешті здобуваючи Анну, але вже як королеву. Однак, і міс Болейн дарує чоловіку дочку — майбутню королеву Єлизавету, а друга вагітність взагалі завершується передчасними пологами, через що плід гине. До цього моменту Генріх втрачає почуття до дружини, вважаючи що вона зачарувала його. Проти Анни фабрикують звинувачення й засуджують до страти — вирок виконано.

## У ролях
| У ролях              |  | Персонаж            |
| -------------------- |  | ------------------- |
| Рей Вінстон          |  | Генріх VIII         |
| Джосс Акленд         |  | Генріх VII          |
| Девід Суше           |  | Томас Волсі         |
| Марк Стронг          |  | герцог Норфолк      |
| Денні Вебб           |  | Томас Кромвель      |
| Ассумпта Серна       |  | Катерина Арагонська |
| Гелена Бонем Картер  |  | Анна Болейн         |
| Чарльз Денс          |  | герцог Бекінгем     |
| Емілія Фокс          |  | Джейн Сеймур        |
| Томас Локер          |  | Едуард Сеймур       |
| Вільям Г’юстон       |  | Томас Сеймур        |
| Майкл Мелоні         |  | Томас Кранмер       |
| Лара Белмонт         |  | Марія Кривава       |
| Шон Бін              |  | Роберт Аск          |
| Піа Жирар            |  | Анна Клевська       |
| Марша Фіцалан-Говард |  | герцогиня Норфолк   |
| Емілі Блант          |  | Катерина Говард     |
| Джозеф Морган        |  | Томас Калпеппер     |
| Клер Голман          |  | Катерина Парр       |
| Г’ю Мітчелл          |  | Едвард VI           |
| Дерек Джейкобі       |  | Оповідач            |

## Нагороди й номінації
Повний список нагород і номінацій подано на сайті IMDB
| Премія                        | Категорія                     | Ім'я      | Результат |
| ----------------------------- | ----------------------------- | --------- | --------- |
| Еммі 2004                     | Найкращий мінісеріал чи фільм |           | Перемога  |
| Royal Television Society 2004 | Найкращі візуальні ефекти     | Лі Шеворд | Номінація |